# Штарк-Ватцингер, Беттина
Беттина Штарк-Ватцингер (нем. Bettina Stark-Watzinger, урождённая Штарк; род. 12 мая 1968, Франкфурт-на-Майне, Гессен, ФРГ) — немецкий политический деятель. Член Свободной демократической партии. Федеральный министр образования и научных исследований Германии с 8 декабря 2021 года по 7 ноября 2024 года. Депутат бундестага 19 и 20-го созыва с 2017 года.

## Биография
Родилась 12 мая 1968 года во Франкфурте-на-Майне.
В 1989 году окончила школу. В 1989—1993 годах изучала экономику в Майнцском университете и Университете имени Гёте во Франкфурте-на-Майне.
В 1994—1997 годах проходила обучение и работала в качестве регионального менеджера в банке BHF Bank (ныне ODDO BHF) во Франкфурте-на-Майне.
С 1997 по 2006 год была домохозяйкой, жила и училась за границей в Великобритании.
В 2006—2008 годах — научный руководитель факультета финансов, бухгалтерского учета, контроллинга и налогообложения Европейской бизнес-школы (ныне EBS Universität) в Эстрих-Винкеле. С 2008 по 2013 года — управляющий директор финансового отдела Университета Гёте, с 2013 по 2017 год — управляющий директор научно-исследовательского Института исследований финансового рынка имени Лейбница (Leibniz Institute for Financial Research SAFE) во Франкфурте-на-Майне.
Член Свободной демократической партии с 2004 года. С 2011 года — член совета партии в земле Гессен, в 2014—2015 годах и в 2019—2021 годах — заместитель председателя, в 2015—2019 годах — генеральный секретарь, с 2021 года — председатель. С 2017 года — член федерального исполнительного комитета партии, с 2020 года — член президиума. С 2020 года — лидер парламентской фракции Свободной демократической партии в бундестаге.
С 2011 года — депутат районного совета Майн-Таунус в земле Гессен.
По результатам парламентских выборов 2017 года избрана депутатом бундестага 19-го созыва от Гессена. С 2018 по 2020 год — председатель Финансового комитета.
8 декабря 2021 года назначена федеральным министром образования и научных исследований Германии в правительстве Шольца.
В марте 2023 года Штарк-Ватцингер стала первым министром Германии, посетившим Тайвань за 26 лет, в результате чего министерство иностранных дел Китая направило Германии решительный протест по поводу её «подлого поведения».
7 ноября 2024 года СвДП вышла из правительственной коалиции в ходе начавшегося политического кризиса, вследствие чего Штарк-Ватцингер отказалась от министерского портфеля.

## Личная жизнь
Католичка. Замужем за Германом Ватцингером (Hermann Watzinger) и имеет двух дочерей.